# 切爾基佐沃 (普希金諾區)
切尔基佐沃（羅馬化：Cherkizovo）是俄罗斯莫斯科州的市级镇，属州辖市普希金诺市（普希金诺城市区），地处莫斯科州中北部，在区行政中心普希金诺西南、州府莫斯科东北方。伏尔加河流域内奥卡河一支流克利亚济马河流经该地。镇东侧有一铁路车站塔拉索夫卡站，位于该镇与塔拉索夫卡村交界处。
该地2021年人口有3,638人；2010年人口3,559；2002年人口3,468；1989年人口4,824。